# Гарячки від укусу пацюків
Гаря́чки від уку́су пацюкі́в (англ. Rat-bite fevers), (іноді ще хвороби від укусу пацюків) — під такою назвою у світовій медицині поєднують дві інфекційні хвороби: спірильоз/ содоку і стрептобацильоз, які зазвичай передаються від пацюків (рідше — інших тварин), через укус, хоча іноді можливий й інший шлях зараження.
Згідно з МКХ-10 виділяють «Гарячки від укусу пацюків» (А25):
- Спірильоз (содоку) (А25.0)
- Стрептобацильоз (А25.1)
- Гарячка від укусу пацюків неуточнена (А25.9)

## Етіологія

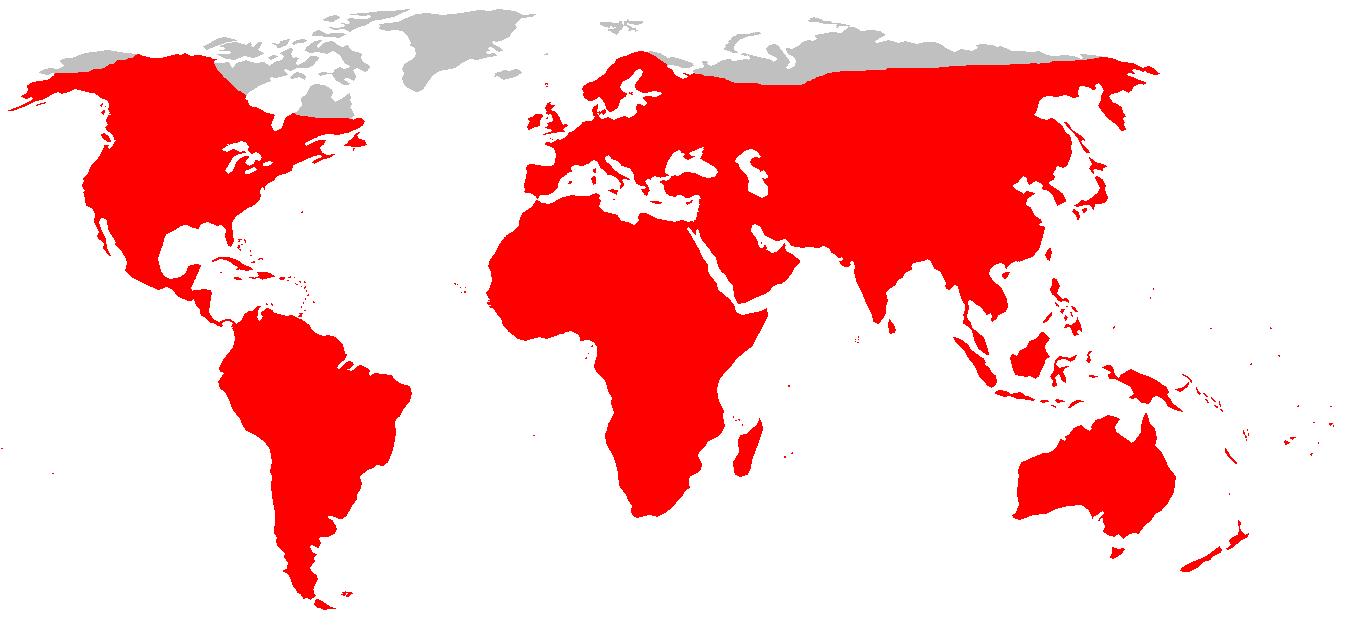
Поширення сірого пацюка в світі.

Хвороби, що входять до гарячок від укусу пацюків, спричинюють різні бактерії: содоку — Spirillum minus/minor, стрептобацильоз — Streptobacillus moniliformis.
Детальніші відомості з цієї теми ви можете знайти в статті Содоку.
Детальніші відомості з цієї теми ви можете знайти в статті Стрептобацильоз.

## Епідеміологічні особливості
Хоча найчастіше ці гарячки передаються через укус пацюків, але можливі й інші шляхи передачі збудників, особливо при стрептобацильозі.
Детальніші відомості з цієї теми ви можете знайти в статті Содоку.
Детальніші відомості з цієї теми ви можете знайти в статті Стрептобацильоз.

## Патогенез
Детальніші відомості з цієї теми ви можете знайти в статті Содоку.
Детальніші відомості з цієї теми ви можете знайти в статті Стрептобацильоз.

## Клінічні прояви
Хоча об'єднує ці хвороби укус пацюка, але клінічні прояви їх певною мірою різняться.
Детальніші відомості з цієї теми ви можете знайти в статті Содоку.
Детальніші відомості з цієї теми ви можете знайти в статті Стрептобацильоз.

## Діагностика
Зазвичай для встановлення діагнозу достатньо клініко-епідеміологічних чинників, включаючи факт укусу пацієнта пацюком, але існують певні можливості і особливості специфічної діагностики.
Детальніші відомості з цієї теми ви можете знайти в статті Содоку.
Детальніші відомості з цієї теми ви можете знайти в статті Стрептобацильоз.

## Лікування
Застосовують антибіотики: пеніцилінового ряду, доксициклін, різні макроліди.
Детальніші відомості з цієї теми ви можете знайти в статті Содоку.
Детальніші відомості з цієї теми ви можете знайти в статті Стрептобацильоз.

## Профілактика
Після укусу для запобігання цих хвороб потрібно обов'язкове промивання рани мильним розчином, за необхідності — хірургічна обробка, застосування антисептиків, профілактичний прийом антибіотиків.
Детальніші відомості з цієї теми ви можете знайти в статті Содоку.
Детальніші відомості з цієї теми ви можете знайти в статті Стрептобацильоз.